# Lej Šeng
Lej Šeng (čínsky pchin-jinem Léi Shēng, znaky 雷声; * 7. března 1984, Tchien-ťin, Čína) je čínský sportovní šermíř, který se specializuje na šerm fleretem. Čínu reprezentuje od prvního desetiletí jednadvacátého století. Na olympijských hrách startoval v roce 2008, 2012 a 2016 v soutěži jednotlivců a družstev. V soutěži jednotlivců získal na olympijských hrách 2012 zlatou olympijskou medaili. V roce 2010 obsadil druhé místo na mistrovství světa v soutěži jednotlivců. S čínským družstvem fleretistů vybojoval v roce 2010 a 2011 titul mistrů světa.